# Mackenrode (Hohenstein)
Mackenrode is een deel van de gemeente Hohenstein in het Landkreis Nordhausen in de Duitse  deelstaat Thüringen, niet ver van de grens Nedersaksen.
Mackenrode is een van oorsprong Hoogduits sprekende plaats, en ligt aan de Uerdinger Linie. 